# Brachay
Brachay é uma comuna francesa na região administrativa de Grande Leste, no departamento de Haute-Marne. Estende-se por uma área de 7,4 km². Em 2010 a comuna tinha 66 habitantes (densidade: 8,9 hab./km²).